# Maze (Computerspielgenre)

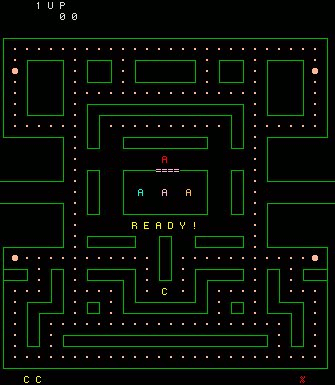
MyMan, ein simples, textbasiertes 2D-Maze, inspiriert von Pac-Man

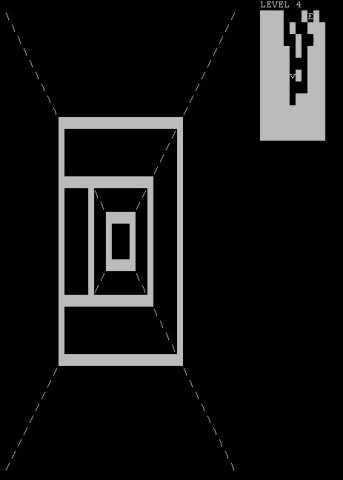
Ein einfaches 3D-Maze-Game, hier 3D Cursed Labyrinth

Maze (zu Deutsch: Irrgarten), auch Labyrinth-Spiel ist ein Arcade- und Computerspielgenre, mit dem Spiele bezeichnet werden wie zum Beispiel Pac-Man oder Boulder Dash, bei denen der Spieler sich durch einen Irrgarten bewegen muss, um dort Feinde zu verfolgen, ihnen auszuweichen, Schätze zu finden oder wie im Arcade-Spiel Crush Roller einfach nur, um ihn neu anzustreichen.
Die Mehrheit dieser Spiele stammt aus den 80er Jahren bzw. der Zeit der 8- und 16-bit-Computer, als es auch noch kaum Möglichkeiten gab, erweiterte 3D-Grafiken und Animationen darzustellen. Heute erscheinen Spiele dieser Art häufig nur noch als Freeware, als Handyspiele, als Roms für Emulatoren oder in Form diverser Retro-Compilations, die ganze Sammlungen dieser Spiele zusammenfassen.
Es gab auch frühzeitig schon 3-D-Maze-Spiele, insbesondere Pac-Man-ähnliche für Homecomputer, allerdings waren diese nicht so erfolgreich und meist sehr träge im Bildaufbau. Die ersten Maze-Spiele erschienen etwa 1973, so Maze War und Gotcha (Atari).
Wie bei anderen Genres gibt es auch hier Überschneidungen mit anderen Genres. Datenbanken kategorisieren teilweise unterschiedlich und manchmal auch (zusätzlich) nach Perspektive. Die gängigste Einordnung lautet Labyrinth/Maze. Weitere Bezeichnungen sind Arcade-Spiel, Retrospiel, Actionspiel, Collect-'em-up, Geschicklichkeitsspiel, Diverse Spiele und andere. Ab und zu existieren Unterkategorien wie Pac-Man-Spiele oder Collect'em-up (vehicle).